# 国家督学
国家督学是中华人民共和国教育部聘任的依法执行教育督导公务的人员，分为专职督学和兼职督学。1988年起聘任第一届国家督学，每届任期3年。